# Gamlehaugen
Gamlehaugen er et palæ i Bergen, Norge, og det norske kongehus' residens i byen. Gamlehaugens historie går helt tilbage til middelalderen, og listen over tidligere ejere inkluderer flere af de rigeste mænd i Bergen. I dag ejes stedet af den norske stat. Den seneste private ejer var Christian Michelsen, en norsk politiker og shippingmagnat, som senere blev den første norske statsminister efter opløsningen af den svensk-norske union. Michelsen bestilte opførelsen af den nuværende hovedbygning på Gamlehaugen, under arkitekten Jens Zetlitz Monrad Kielland. Michelsen endte med at bo på Gamlehaugen i størstedelen af sit liv efter færdiggørelsen.
Da Michelsen døde i 1925 startede hans nærmeste venner og kolleger en national indsamlingskampagne, der skaffede nok penge til, at den norske stat kunne købe ejendommen. Der åbnede en engelsk park for offentligheden samme år, og stueetagen blev åbnet som museum to år senere. Gamlehaugen har været den norske kongefamilies residens i Bergen siden 1927.